# Výsledky voleb do Senátu Parlamentu České republiky 2020 dle volebních obvodů
Volby do Senátu Parlamentu České republiky se konaly v říjnu 2020. První kolo proběhlo 2. a 3. října současně s krajskými volbami s volební účastí 36,74 % a druhé se uskutečnilo 9. a 10. října s volební účastí 16,74 %.

## Výsledky
| Senátní obvod               | Dosavadní senátor   | Politická strana | Politická strana | Obhajoba mandátu | #                                                                        | Kandidáti v 1. kole                                 | Zisk (%) | Poznámka |       | Postupující do 2. kola                                                    | Zisk  |  | Nový senátor        | Politická strana | Politická strana                                    |
| --------------------------- | ------------------- | ---------------- | ---------------- | ---------------- | ------------------------------------------------------------------------ | --------------------------------------------------- | --- | --- | ----- | ------------------------------------------------------------------------- | ----- |  | ------------------- | ---------------- | --------------------------------------------------- |
| 3 – Cheb                    | Miroslav Nenutil    |                  | ČSSD             | Ne               | 1                                                                        | Jiří Sedláček (Trikolóra)                           | 5,64 | jednatel společnosti |       | Miroslav Plevný (STAN)                                                    | 70,31 |  | Miroslav Plevný     |                  | STAN                                                |
| 3 – Cheb                    | Miroslav Nenutil    | 2                | ČSSD             | Ne               | Markéta Monsportová (Piráti)                                             | 13,85                                               | zastupitelka Karlovarského kraje, jednatelka cestovní agentury, kulturní aktivistka                                                                                 | |       | Miroslav Plevný (STAN)                                                    | 70,31 |  | Miroslav Plevný     |                  | STAN                                                |
| 3 – Cheb                    | Miroslav Nenutil    | 3                | ČSSD             | Ne               | Jaroslava Brožová Lampertová (ANO)                                       | 17,24                                               | starostka obce Velká Hleďsebe | |       | Miroslav Plevný (STAN)                                                    | 70,31 |  | Miroslav Plevný     |                  | STAN                                                |
| 3 – Cheb                    | Miroslav Nenutil    | 4                | ČSSD             | Ne               | Josef Švarcbek (KSČM)                                                    | 8,76                                                | bývalý poslanec, zastupitel města Planá, velitel výjezdové jednotky SDH Planá                                                                                       | |       | Miroslav Plevný (STAN)                                                    | 70,31 |  | Miroslav Plevný     |                  | STAN                                                |
| 3 – Cheb                    | Miroslav Nenutil    | 5                | ČSSD             | Ne               | Miroslav Plevný (STAN)                                                   | 27,43                                               | místostarosta města Cheb, bývalý děkan Fakulty ekonomické ZČU | Jaroslava Brožová Lampertová (ANO) | 29,68 |                                                                           |       |  | Miroslav Plevný     |                  | STAN                                                |
| 3 – Cheb                    | Miroslav Nenutil    | 6                | ČSSD             | Ne               | Svatava Štěrbová (Zelení, SEN 21)                                        | 4,82                                                | zastupitelka a bývalá starostka města Kladruby, právnička a překladatelka                                                                                           | Jaroslava Brožová Lampertová (ANO) | 29,68 |                                                                           |       |  | Miroslav Plevný     |                  | STAN                                                |
| 3 – Cheb                    | Miroslav Nenutil    | 7                | ČSSD             | Ne               | Martin Lojda (KOLONÁDA za PRO Zdraví)                                    | 0,41                                                | realitní makléř | Jaroslava Brožová Lampertová (ANO) | 29,68 |                                                                           |       |  | Miroslav Plevný     |                  | STAN                                                |
| 3 – Cheb                    | Miroslav Nenutil    | 8                | ČSSD             | Ne               | Miroslav Nenutil (ČSSD)                                                  | 14,49                                               | úřadující senátor, bývalý starosta města Stříbro, učitel | Jaroslava Brožová Lampertová (ANO) | 29,68 |                                                                           |       |  | Miroslav Plevný     |                  | STAN                                                |
| 3 – Cheb                    | Miroslav Nenutil    | 9                | ČSSD             | Ne               | Josef Kvasnička (BOS za SPD)                                             | 7,31                                                | bývalý starosta města Plesná, právník a podnikatel v oblasti realit a poradenství                                                                                   | Jaroslava Brožová Lampertová (ANO) | 29,68 |                                                                           |       |  | Miroslav Plevný     |                  | STAN                                                |
| 6 – Louny                   | Zdeňka Hamousová    |                  | ANO              | Ne               | 1                                                                        | Vladimír Drápal (TOP 09, ODS, KDU-ČSL, KAN)         | 20,63 | kurátor Galerie města Loun, občanský aktivista a vydavatel hudby                                                                        |       | Ivo Trešl (STAN)                                                          | 58,39 |  | Ivo Trešl           |                  | STAN                                                |
| 6 – Louny                   | Zdeňka Hamousová    | 2                | ANO              | Ne               | Daniel Pitek (SEN 21, Piráti, Zelení, LES)                               | 8,77                                                | soukromý zemědělec a lesník, aktivní účastník veřejného dění; podporující subjekty: Piráti, Zelení, LES                                                             | |       | Ivo Trešl (STAN)                                                          | 58,39 |  | Ivo Trešl           |                  | STAN                                                |
| 6 – Louny                   | Zdeňka Hamousová    | 3                | ANO              | Ne               | Zdeňka Hamousová (USZ)                                                   | 10,23                                               | úřadující senátorka, předsedkyně senátorského klubu ANO, starostka města Žatec                                                                                      | |       | Ivo Trešl (STAN)                                                          | 58,39 |  | Ivo Trešl           |                  | STAN                                                |
| 6 – Louny                   | Zdeňka Hamousová    | 4                | ANO              | Ne               | Dominik Hanko (SPD)                                                      | 5,75                                                | zastupitel Ústeckého kraje, preventista městské policie, včelař a trenér atletiky                                                                                   | |       | Ivo Trešl (STAN)                                                          | 58,39 |  | Ivo Trešl           |                  | STAN                                                |
| 6 – Louny                   | Zdeňka Hamousová    | 5                | ANO              | Ne               | Václav Beneš (KSČM)                                                      | 6,44                                                | zastupitel Ústeckého kraje, starosta obce Blatno, elektrotechnik | |       | Ivo Trešl (STAN)                                                          | 58,39 |  | Ivo Trešl           |                  | STAN                                                |
| 6 – Louny                   | Zdeňka Hamousová    | 6                | ANO              | Ne               | Jaroslav Veselý (UFO, ProMOST)                                           | 3,01                                                | starosta obce Raná, diplomat, bývalý velvyslanec v Indonésii | Vladimír Drápal (TOP 09, ODS, KDU-ČSL, KAN)                                                                                             | 41,60 |                                                                           |       |  | Ivo Trešl           |                  | STAN                                                |
| 6 – Louny                   | Zdeňka Hamousová    | 7                | ANO              | Ne               | Zdeněk Pištora (Trikolóra)                                               | 4,16                                                | starosta města Postoloprty, učitel | Vladimír Drápal (TOP 09, ODS, KDU-ČSL, KAN)                                                                                             | 41,60 |                                                                           |       |  | Ivo Trešl           |                  | STAN                                                |
| 6 – Louny                   | Zdeňka Hamousová    | 8                | ANO              | Ne               | Ivo Trešl (STAN)                                                         | 20,92                                               | radní města Rakovník, chirurg v Masarykově nemocnici Rakovník | Vladimír Drápal (TOP 09, ODS, KDU-ČSL, KAN)                                                                                             | 41,60 |                                                                           |       |  | Ivo Trešl           |                  | STAN                                                |
| 6 – Louny                   | Zdeňka Hamousová    | 9                | ANO              | Ne               | Milan Rychtařík (ANO)                                                    | 19,20                                               | zastupitel Ústeckého kraje, místostarosta města Louny, obchodní manažer                                                                                             | Vladimír Drápal (TOP 09, ODS, KDU-ČSL, KAN)                                                                                             | 41,60 |                                                                           |       |  | Ivo Trešl           |                  | STAN                                                |
| 6 – Louny                   | Zdeňka Hamousová    | 10               | ANO              | Ne               | Rostislav Domorák (S.cz)                                                 | 0,85                                                | ředitel oblastní charity Ústí nad Labem | Vladimír Drápal (TOP 09, ODS, KDU-ČSL, KAN)                                                                                             | 41,60 |                                                                           |       |  | Ivo Trešl           |                  | STAN                                                |
| č. 9 – Plzeň-město          | Lumír Aschenbrenner |                  | ODS, KČ          | Ano              | 1                                                                        | Jindřich Sitta (STAN)                               | 16,40 | vojenský lékař, bývalý velitel 6. polní nemocnice AČR, 1. místopředseda ČsOL                                                            |       | Lumír Aschenbrenner (ODS, TOP 09, KDU-ČSL, Monarchiste.cz, ADS, Svobodní) | 59,33 |  | Lumír Aschenbrenner |                  | ODS, TOP 09, KDU-ČSL, Monarchiste.cz, ADS, Svobodní |
| č. 9 – Plzeň-město          | Lumír Aschenbrenner | 2                | ODS, KČ          | Ano              | Václav Heřman (KSČM)                                                     | 8,06                                                | servisní technik, zastupitel městského obvodu Plzeň 1 | |       | Lumír Aschenbrenner (ODS, TOP 09, KDU-ČSL, Monarchiste.cz, ADS, Svobodní) | 59,33 |  | Lumír Aschenbrenner |                  | ODS, TOP 09, KDU-ČSL, Monarchiste.cz, ADS, Svobodní |
| č. 9 – Plzeň-město          | Lumír Aschenbrenner | 3                | ODS, KČ          | Ano              | Oldřich Fencl (SPD)                                                      | 9,24                                                | geodet a geolog | |       | Lumír Aschenbrenner (ODS, TOP 09, KDU-ČSL, Monarchiste.cz, ADS, Svobodní) | 59,33 |  | Lumír Aschenbrenner |                  | ODS, TOP 09, KDU-ČSL, Monarchiste.cz, ADS, Svobodní |
| č. 9 – Plzeň-město          | Lumír Aschenbrenner | 4                | ODS, KČ          | Ano              | Daniel Kůs (Piráti)                                                      | 21,33                                               | zastupitel města Plzeň, zastupitel městského obvodu Plzeň 3, právník a podnikatel                                                                                   | Daniel Kůs (Piráti) | 40,66 |                                                                           |       |  | Lumír Aschenbrenner |                  | ODS, TOP 09, KDU-ČSL, Monarchiste.cz, ADS, Svobodní |
| č. 9 – Plzeň-město          | Lumír Aschenbrenner | 5                | ODS, KČ          | Ano              | Jiří Liška (ČSSD)                                                        | 10,00                                               | pediatr na novorozeneckém oddělení, bývalý plzeňský zastupitel | Daniel Kůs (Piráti) | 40,66 |                                                                           |       |  | Lumír Aschenbrenner |                  | ODS, TOP 09, KDU-ČSL, Monarchiste.cz, ADS, Svobodní |
| č. 9 – Plzeň-město          | Lumír Aschenbrenner | 6                | ODS, KČ          | Ano              | Lumír Aschenbrenner(ODS, TOP 09, KDU-ČSL, Monarchiste.cz, ADS, Svobodní) | 34,93                                               | úřadující senátor, zastupitel města Plzeň, starosta městského obvodu Plzeň 2-Slovany                                                                                | Daniel Kůs (Piráti) | 40,66 |                                                                           |       |  | Lumír Aschenbrenner |                  | ODS, TOP 09, KDU-ČSL, Monarchiste.cz, ADS, Svobodní |
| 12 – Strakonice             | Karel Kratochvíle   |                  | ČSSD             | Ne               | 1                                                                        | Marek Anděl (PÍSEK SOBĚ)                            | 5,01 | ředitel muzea Elektrárny královského města Písku                                                                                        |       | Tomáš Fiala (ODS)                                                         | 50,13 |  | Tomáš Fiala         |                  | ODS                                                 |
| 12 – Strakonice             | Karel Kratochvíle   | 2                | ČSSD             | Ne               | Pavel Štětina (KSČM)                                                     | 4,38                                                | lesník, zastupitel obce Nová Pec | |       | Tomáš Fiala (ODS)                                                         | 50,13 |  | Tomáš Fiala         |                  | ODS                                                 |
| 12 – Strakonice             | Karel Kratochvíle   | 3                | ČSSD             | Ne               | Petr Kalina (ANO)                                                        | 14,15                                               | zastupitel Jihočeského kraje, starosta obce Dobev, prokurista společnosti                                                                                           | |       | Tomáš Fiala (ODS)                                                         | 50,13 |  | Tomáš Fiala         |                  | ODS                                                 |
| 12 – Strakonice             | Karel Kratochvíle   | 4                | ČSSD             | Ne               | Michal Horák (Piráti)                                                    | 9,01                                                | IT specialista, databázový administrátor a trenér házené | |       | Tomáš Fiala (ODS)                                                         | 50,13 |  | Tomáš Fiala         |                  | ODS                                                 |
| 12 – Strakonice             | Karel Kratochvíle   | 5                | ČSSD             | Ne               | Ivana Zelenková (STAN)                                                   | 4,39                                                | starostka obce Čejetice | |       | Tomáš Fiala (ODS)                                                         | 50,13 |  | Tomáš Fiala         |                  | ODS                                                 |
| 12 – Strakonice             | Karel Kratochvíle   | 6                | ČSSD             | Ne               | Petra Kurschová (nez.)                                                   | 3,47                                                | oděvní návrhářka, podnikatelka v oblasti designu, zakladatelka nadačního fondu Srdce                                                                                | |       | Tomáš Fiala (ODS)                                                         | 50,13 |  | Tomáš Fiala         |                  | ODS                                                 |
| 12 – Strakonice             | Karel Kratochvíle   | 7                | ČSSD             | Ne               | Karel Kratochvíle (ČSSD)                                                 | 8,97                                                | úřadující senátor, bývalý poslanec PČR, ředitel Zemského hřebčince v Písku                                                                                          | Luboš Peterka (TOP 09, KDU-ČSL, NK, ADS)                                                                                                | 49,86 |                                                                           |       |  | Tomáš Fiala         |                  | ODS                                                 |
| 12 – Strakonice             | Karel Kratochvíle   | 8                | ČSSD             | Ne               | Tomáš Fiala (ODS)                                                        | 27,84                                               | ředitel Nemocnice Strakonice, lékař | Luboš Peterka (TOP 09, KDU-ČSL, NK, ADS)                                                                                                | 49,86 |                                                                           |       |  | Tomáš Fiala         |                  | ODS                                                 |
| 12 – Strakonice             | Karel Kratochvíle   | 9                | ČSSD             | Ne               | Miroslav Ušatý (Trikolóra)                                               | 3,78                                                | starosta Albrechtic nad Vltavou, živnostník | Luboš Peterka (TOP 09, KDU-ČSL, NK, ADS)                                                                                                | 49,86 |                                                                           |       |  | Tomáš Fiala         |                  | ODS                                                 |
| 12 – Strakonice             | Karel Kratochvíle   | 10               | ČSSD             | Ne               | Miroslav Šobr (nez.)                                                     | 3,94                                                | úředník | Luboš Peterka (TOP 09, KDU-ČSL, NK, ADS)                                                                                                | 49,86 |                                                                           |       |  | Tomáš Fiala         |                  | ODS                                                 |
| 12 – Strakonice             | Karel Kratochvíle   | 11               | ČSSD             | Ne               | Luboš Peterka (TOP 09, KDU-ČSL, NK, ADS)                                 | 15,01                                               | starosta městyse Radomyšl; podporující subjekty: NK, ADS | Luboš Peterka (TOP 09, KDU-ČSL, NK, ADS)                                                                                                | 49,86 |                                                                           |       |  | Tomáš Fiala         |                  | ODS                                                 |
| č. 15 – Pelhřimov           | Milan Štěch         |                  | ČSSD             | Ne               | 1                                                                        | Milan Štěch (ČSSD)                                  | 31,22 | úřadující senátor, místopředseda Senátu ČR, bývalý předseda ČMKOS                                                                       |       | Milan Štěch (ČSSD)                                                        | 47,56 |  | Jaroslav Chalupský  |                  | Svobodní                                            |
| č. 15 – Pelhřimov           | Milan Štěch         | 2                | ČSSD             | Ne               | Stanislav Mrvka (Z 2020)                                                 | 19,02                                               | zastupitel Jihočeského kraje, bývalý starosta města Jindřichův Hradec                                                                                               | |       | Milan Štěch (ČSSD)                                                        | 47,56 |  | Jaroslav Chalupský  |                  | Svobodní                                            |
| č. 15 – Pelhřimov           | Milan Štěch         | 3                | ČSSD             | Ne               | Vítězslav Jandák (ANO)                                                   | 12,09                                               | člen Rady Českého rozhlasu, bývalý ministr kultury a poslanec PČR, herec                                                                                            | |       | Milan Štěch (ČSSD)                                                        | 47,56 |  | Jaroslav Chalupský  |                  | Svobodní                                            |
| č. 15 – Pelhřimov           | Milan Štěch         | 4                | ČSSD             | Ne               | Jaroslav Chalupský (Svobodní)                                            | 23,54                                               | radní města Jindřichův Hradec, podnikatel, ekonom a manažer kvality                                                                                                 | Jaroslav Chalupský (Svobodní) | 52,43 |                                                                           |       |  | Jaroslav Chalupský  |                  | Svobodní                                            |
| č. 15 – Pelhřimov           | Milan Štěch         | 5                | ČSSD             | Ne               | Lubomír Pána (SPD)                                                       | 6,90                                                | bývalý rektor Vysoké školy evropských a regionálních studií | Jaroslav Chalupský (Svobodní) | 52,43 |                                                                           |       |  | Jaroslav Chalupský  |                  | Svobodní                                            |
| č. 15 – Pelhřimov           | Milan Štěch         | 6                | ČSSD             | Ne               | Pavel Hodáč (KSČM)                                                       | 7,20                                                | zastupitel města Pelhřimov, podnikatel ve strojírenství | Jaroslav Chalupský (Svobodní) | 52,43 |                                                                           |       |  | Jaroslav Chalupský  |                  | Svobodní                                            |
| č. 18 – Příbram             | Jiří Burian         |                  | ODS              | Ne               | 1                                                                        | Stanislav Holobrada (ČSSD)                          | 16,13 | zastupitel obce Dobříš, ředitel Nemocnice Příbram, chirurg                                                                              |       | Petr Štěpánek (STAN)                                                      | 70,18 |  | Petr Štěpánek       |                  | STAN                                                |
| č. 18 – Příbram             | Jiří Burian         | 2                | ODS              | Ne               | Jiřina Rosáková (Zelení, SEN 21)                                         | 4,55                                                | scenáristka, publicistka, bývalá ředitelka odboru MHMP | |       | Petr Štěpánek (STAN)                                                      | 70,18 |  | Petr Štěpánek       |                  | STAN                                                |
| č. 18 – Příbram             | Jiří Burian         | 3                | ODS              | Ne               | Simona Luftová (Piráti)                                                  | 15,41                                               | politoložka, učitelka a projektový manažerka | |       | Petr Štěpánek (STAN)                                                      | 70,18 |  | Petr Štěpánek       |                  | STAN                                                |
| č. 18 – Příbram             | Jiří Burian         | 4                | ODS              | Ne               | Jindřich Havelka (KSČM)                                                  | 7,60                                                | řidič záchranář, bývalý zastupitel obce Trhové Dušníky | |       | Petr Štěpánek (STAN)                                                      | 70,18 |  | Petr Štěpánek       |                  | STAN                                                |
| č. 18 – Příbram             | Jiří Burian         | 5                | ODS              | Ne               | Jiří Novotný (SPD)                                                       | 6,31                                                | odborný pracovník Úřadu práce ČR | Jiří Burian (ODS) | 29,81 |                                                                           |       |  | Petr Štěpánek       |                  | STAN                                                |
| č. 18 – Příbram             | Jiří Burian         | 6                | ODS              | Ne               | Petr Štěpánek (STAN)                                                     | 21,98                                               | zastupitel Středočeského kraje, starosta obce Petrovice, dobrovolný hasič                                                                                           | Jiří Burian (ODS) | 29,81 |                                                                           |       |  | Petr Štěpánek       |                  | STAN                                                |
| č. 18 – Příbram             | Jiří Burian         | 7                | ODS              | Ne               | Václav Švenda (TOP 09)                                                   | 11,79                                               | středoškolský učitel, podnikatel, bývalý místostarosta města Příbram                                                                                                | Jiří Burian (ODS) | 29,81 |                                                                           |       |  | Petr Štěpánek       |                  | STAN                                                |
| č. 18 – Příbram             | Jiří Burian         | 8                | ODS              | Ne               | Jiří Burian (ODS)                                                        | 16,19                                               | úřadující senátor, radní města Sedlčany, stavební inženýr | Jiří Burian (ODS) | 29,81 |                                                                           |       |  | Petr Štěpánek       |                  | STAN                                                |
| č. 21 – Praha 5             | Václav Láska        |                  | KDU-ČSL, Zelení  | Ano              | 1                                                                        | Miloslav Ludvík (ČSSD, ANO)                         | 13,49 | ředitel Fakultní nemonice v Motole, bývalý ministr zdravotnictví, manažer                                                               |       | Michael Žantovský (TOP 09, ODS, STAN, SNK ED)                             | 45,62 |  | Václav Láska        |                  | SEN 21, Piráti, KDU-ČSL, Zelení, LES                |
| č. 21 – Praha 5             | Václav Láska        | 2                | KDU-ČSL, Zelení  | Ano              | Michael Žantovský (TOP 09, ODS, STAN, SNK ED)                            | 39,63                                               | ředitel Knihovny Václava Havla, diplomat, překladatel a publicista, bývalý senátor; podporující subjekt: SNK ED                                                     | |       | Michael Žantovský (TOP 09, ODS, STAN, SNK ED)                             | 45,62 |  | Václav Láska        |                  | SEN 21, Piráti, KDU-ČSL, Zelení, LES                |
| č. 21 – Praha 5             | Václav Láska        | 3                | KDU-ČSL, Zelení  | Ano              | Jan Michael Kubín (CESTA)                                                | 0,90                                                | Předseda hnutí CESTA, podnikatel | |       | Michael Žantovský (TOP 09, ODS, STAN, SNK ED)                             | 45,62 |  | Václav Láska        |                  | SEN 21, Piráti, KDU-ČSL, Zelení, LES                |
| č. 21 – Praha 5             | Václav Láska        | 4                | KDU-ČSL, Zelení  | Ano              | Milan Wünsche (SPD)                                                      | 3,30                                                | specialista v oboru umělé inteligence | |       | Michael Žantovský (TOP 09, ODS, STAN, SNK ED)                             | 45,62 |  | Václav Láska        |                  | SEN 21, Piráti, KDU-ČSL, Zelení, LES                |
| č. 21 – Praha 5             | Václav Láska        | 5                | KDU-ČSL, Zelení  | Ano              | Mansoor Maitah (Trikolóra)                                               | 3,50                                                | profesor ekonomie na ČZU a VŠE | Václav Láska (SEN 21, Piráti, KDU-ČSL, Zelení, LES)                                                                                     | 54,37 |                                                                           |       |  | Václav Láska        |                  | SEN 21, Piráti, KDU-ČSL, Zelení, LES                |
| č. 21 – Praha 5             | Václav Láska        | 6                | KDU-ČSL, Zelení  | Ano              | Roman Blaško (KSČ za KSČM)                                               | 1,70                                                | fotograf | Václav Láska (SEN 21, Piráti, KDU-ČSL, Zelení, LES)                                                                                     | 54,37 |                                                                           |       |  | Václav Láska        |                  | SEN 21, Piráti, KDU-ČSL, Zelení, LES                |
| č. 21 – Praha 5             | Václav Láska        | 7                | KDU-ČSL, Zelení  | Ano              | Václav Láska (SEN 21, Piráti, KDU-ČSL, Zelení, LES)                      | 37,44                                               | úřadující senátor, předseda hnutí Senátor 21, právník a bývalý předseda správní rady Transparency International; podporující subjekty: Piráti, KDU-ČSL, Zelení, LES | Václav Láska (SEN 21, Piráti, KDU-ČSL, Zelení, LES)                                                                                     | 54,37 |                                                                           |       |  | Václav Láska        |                  | SEN 21, Piráti, KDU-ČSL, Zelení, LES                |
| č. 24 – Praha 9             | David Smoljak       |                  | STAN             | Ano              | 1                                                                        | Filip Smoljak (PRO Zdraví)                          | 3,59 | sociální pracovník, filantrop |       | David Smoljak (STAN, TOP 09, Piráti)                                      | 54,85 |  | David Smoljak       |                  | STAN, TOP 09, Piráti                                |
| č. 24 – Praha 9             | David Smoljak       | 2                | STAN             | Ano              | Vítězslav Novák (SPD)                                                    | 4,39                                                | živnostník v oboru gastronomie | |       | David Smoljak (STAN, TOP 09, Piráti)                                      | 54,85 |  | David Smoljak       |                  | STAN, TOP 09, Piráti                                |
| č. 24 – Praha 9             | David Smoljak       | 3                | STAN             | Ano              | Eduard Stehlík (ODS, KDU-ČSL, Svobodní)                                  | 30,19                                               | vojenský historik, předseda Rady ÚSTR, ředitel Památníku Lidice; podporující subjekt: Svobodní                                                                      | |       | David Smoljak (STAN, TOP 09, Piráti)                                      | 54,85 |  | David Smoljak       |                  | STAN, TOP 09, Piráti                                |
| č. 24 – Praha 9             | David Smoljak       | 4                | STAN             | Ano              | Lucie Groene Odkolek (DSZ - ZA PRÁVA ZVÍŘAT)                             | 1,46                                                | předsedkyně správní rady nadačního fondu Odkolek, scenáristka | |       | David Smoljak (STAN, TOP 09, Piráti)                                      | 54,85 |  | David Smoljak       |                  | STAN, TOP 09, Piráti                                |
| č. 24 – Praha 9             | David Smoljak       | 5                | STAN             | Ano              | Ladislav Pavlíček (NáS)                                                  | 0,43                                                | řidič | |       | David Smoljak (STAN, TOP 09, Piráti)                                      | 54,85 |  | David Smoljak       |                  | STAN, TOP 09, Piráti                                |
| č. 24 – Praha 9             | David Smoljak       | 6                | STAN             | Ano              | Pavel Franěk (KSČM)                                                      | 2,42                                                | specialista v oblasti cestovního ruchu a regionální politiky | |       | David Smoljak (STAN, TOP 09, Piráti)                                      | 54,85 |  | David Smoljak       |                  | STAN, TOP 09, Piráti                                |
| č. 24 – Praha 9             | David Smoljak       | 7                | STAN             | Ano              | David Pavlát (ČSSD)                                                      | 4,84                                                | historik moderních českých dějin, tiskový mluvčí | Eduard Stehlík (ODS, KDU-ČSL, Svobodní)                                                                                                 | 45,14 |                                                                           |       |  | David Smoljak       |                  | STAN, TOP 09, Piráti                                |
| č. 24 – Praha 9             | David Smoljak       | 8                | STAN             | Ano              | Zdeněk Hostomský (ANK 2020)                                              | 3,14                                                | biochemik, ředitel Ústavu organické chemie a biochemie Akademie věd ČR                                                                                              | Eduard Stehlík (ODS, KDU-ČSL, Svobodní)                                                                                                 | 45,14 |                                                                           |       |  | David Smoljak       |                  | STAN, TOP 09, Piráti                                |
| č. 24 – Praha 9             | David Smoljak       | 9                | STAN             | Ano              | Vladimíra Vítová (ANS)                                                   | 0,73                                                | předsedkyně hnutí ANS | Eduard Stehlík (ODS, KDU-ČSL, Svobodní)                                                                                                 | 45,14 |                                                                           |       |  | David Smoljak       |                  | STAN, TOP 09, Piráti                                |
| č. 24 – Praha 9             | David Smoljak       | 10               | STAN             | Ano              | David Smoljak (STAN, TOP 09, Piráti)                                     | 42,87                                               | úřadující senátor, radní městské části Praha-Vinoř, scenárista a publicista                                                                                         | Eduard Stehlík (ODS, KDU-ČSL, Svobodní)                                                                                                 | 45,14 |                                                                           |       |  | David Smoljak       |                  | STAN, TOP 09, Piráti                                |
| č. 24 – Praha 9             | David Smoljak       | 11               | STAN             | Ano              | Václav Krása (Trikolóra)                                                 | 5,89                                                | předseda Národní rady osob se zdravotním postižením, bývalý poslanec PČR                                                                                            | Eduard Stehlík (ODS, KDU-ČSL, Svobodní)                                                                                                 | 45,14 |                                                                           |       |  | David Smoljak       |                  | STAN, TOP 09, Piráti                                |
| č. 27 – Praha 1             | Václav Hampl        |                  | KDU-ČSL, Zelení  | Ne               | 1                                                                        | Robert Veverka (Piráti)                             | 9,18 | zastupitel městské části Praha 2, aktivista a podnikatel, spoluzakladatel sdružení Legalizace.cz                                        |       | Miroslava Němcová (ODS, TOP 09, STAN, LES)                                | 63,96 |  | Miroslava Němcová   |                  | ODS, TOP 09, STAN, LES                              |
| č. 27 – Praha 1             | Václav Hampl        | 2                | KDU-ČSL, Zelení  | Ne               | Ivo T. Budil (Trikolóra)                                                 | 4,12                                                | profesor antropologie na Metropolitní univerzitě, bývalý děkan Fakulty filozofické ZČU a prorektor ZČU                                                              | |       | Miroslava Němcová (ODS, TOP 09, STAN, LES)                                | 63,96 |  | Miroslava Němcová   |                  | ODS, TOP 09, STAN, LES                              |
| č. 27 – Praha 1             | Václav Hampl        | 3                | KDU-ČSL, Zelení  | Ne               | Václav Fischer (NEI)                                                     | 2,25                                                | bývalý senátor, podnikatel | |       | Miroslava Němcová (ODS, TOP 09, STAN, LES)                                | 63,96 |  | Miroslava Němcová   |                  | ODS, TOP 09, STAN, LES                              |
| č. 27 – Praha 1             | Václav Hampl        | 4                | KDU-ČSL, Zelení  | Ne               | Václav Hampl (KDU-ČSL, Zelení, SEN 21, Praha Sobě)                       | 20,49                                               | úřadující senátor, bývalý rektor Univerzity Karlovy v Praze, profesor fyziologie na 2. LF UK                                                                        | |       | Miroslava Němcová (ODS, TOP 09, STAN, LES)                                | 63,96 |  | Miroslava Němcová   |                  | ODS, TOP 09, STAN, LES                              |
| č. 27 – Praha 1             | Václav Hampl        | 5                | KDU-ČSL, Zelení  | Ne               | Petr Fejk (IO)                                                           | 8,80                                                | bývalý ředitel Zoo Praha, manažer | Václav Hampl (KDU-ČSL, Zelení, SEN 21, Praha Sobě)                                                                                      | 36,03 |                                                                           |       |  | Miroslava Němcová   |                  | ODS, TOP 09, STAN, LES                              |
| č. 27 – Praha 1             | Václav Hampl        | 6                | KDU-ČSL, Zelení  | Ne               | Milan Urban (SPD)                                                        | 3,32                                                | architekt | Václav Hampl (KDU-ČSL, Zelení, SEN 21, Praha Sobě)                                                                                      | 36,03 |                                                                           |       |  | Miroslava Němcová   |                  | ODS, TOP 09, STAN, LES                              |
| č. 27 – Praha 1             | Václav Hampl        | 7                | KDU-ČSL, Zelení  | Ne               | Jakub Štědroň (ČSSD)                                                     | 3,24                                                | ředitel Domu národnostních menšin | Václav Hampl (KDU-ČSL, Zelení, SEN 21, Praha Sobě)                                                                                      | 36,03 |                                                                           |       |  | Miroslava Němcová   |                  | ODS, TOP 09, STAN, LES                              |
| č. 27 – Praha 1             | Václav Hampl        | 8                | KDU-ČSL, Zelení  | Ne               | Miroslava Němcová (ODS, TOP 09, STAN, LES)                               | 48,56                                               | poslankyně PČR, bývalá předsedkyně Poslanecké sněmovny PČR; podporující subjekt: LES                                                                                | Václav Hampl (KDU-ČSL, Zelení, SEN 21, Praha Sobě)                                                                                      | 36,03 |                                                                           |       |  | Miroslava Němcová   |                  | ODS, TOP 09, STAN, LES                              |
| č. 30 – Kladno              | Jiří Dienstbier     |                  | ČSSD             | Ne               | 1                                                                        | Petr Bendl (ODS)                                    | 14,10 | poslanec PČR, zastupitel obce Bratronice, bývalý ministr zemědělství a dopravy                                                          |       | Adéla Šípová (Piráti)                                                     | 67,13 |  | Adéla Šípová        |                  | Piráti                                              |
| č. 30 – Kladno              | Jiří Dienstbier     | 2                | ČSSD             | Ne               | Naděžda Zímová (RČ)                                                      | 0,54                                                | daňový poradce | |       | Adéla Šípová (Piráti)                                                     | 67,13 |  | Adéla Šípová        |                  | Piráti                                              |
| č. 30 – Kladno              | Jiří Dienstbier     | 3                | ČSSD             | Ne               | Milan Volf (VPK za ČP)                                                   | 12,11                                               | zastupitel města Kladno, předseda VpK, primátor města Kladno, bývalý hokejista a hokejový funkcionář                                                                | |       | Adéla Šípová (Piráti)                                                     | 67,13 |  | Adéla Šípová        |                  | Piráti                                              |
| č. 30 – Kladno              | Jiří Dienstbier     | 4                | ČSSD             | Ne               | Michal Oliva (SPR-RSČ Miroslava Sládka za NáS)                           | 0,39                                                | OSVČ | |       | Adéla Šípová (Piráti)                                                     | 67,13 |  | Adéla Šípová        |                  | Piráti                                              |
| č. 30 – Kladno              | Jiří Dienstbier     | 5                | ČSSD             | Ne               | Markéta Fröhlichová (STAN)                                               | 8,23                                                | starostka obce Krušovice, dobrovolná hasička a bývalá zaměstnankyně Policie ČR a Městské policie v Kladně                                                           | |       | Adéla Šípová (Piráti)                                                     | 67,13 |  | Adéla Šípová        |                  | Piráti                                              |
| č. 30 – Kladno              | Jiří Dienstbier     | 6                | ČSSD             | Ne               | Adéla Šípová (Piráti)                                                    | 17,80                                               | advokátka | |       | Adéla Šípová (Piráti)                                                     | 67,13 |  | Adéla Šípová        |                  | Piráti                                              |
| č. 30 – Kladno              | Jiří Dienstbier     | 7                | ČSSD             | Ne               | Jiří Dienstbier (ČSSD, Zelení, Budoucnost)                               | 8,80                                                | úřadující senátor, bývalý ministr pro lidská práva a rovné příležitosti, advokát                                                                                    | |       | Adéla Šípová (Piráti)                                                     | 67,13 |  | Adéla Šípová        |                  | Piráti                                              |
| č. 30 – Kladno              | Jiří Dienstbier     | 8                | ČSSD             | Ne               | Miloslava Vostrá (KSČM)                                                  | 5,99                                                | poslankyně PČR, zastupitelka obce Braškov | Petr Bendl (ODS) | 32,86 |                                                                           |       |  | Adéla Šípová        |                  | Piráti                                              |
| č. 30 – Kladno              | Jiří Dienstbier     | 9                | ČSSD             | Ne               | Václav Bošek (SPD)                                                       | 4,32                                                | zástupce ředitele společnosti | Petr Bendl (ODS) | 32,86 |                                                                           |       |  | Adéla Šípová        |                  | Piráti                                              |
| č. 30 – Kladno              | Jiří Dienstbier     | 10               | ČSSD             | Ne               | Jiří Landa (Trikolóra)                                                   | 4,17                                                | lékař a fytoterapeut | Petr Bendl (ODS) | 32,86 |                                                                           |       |  | Adéla Šípová        |                  | Piráti                                              |
| č. 30 – Kladno              | Jiří Dienstbier     | 11               | ČSSD             | Ne               | David Bohbot (Svobodní, PRO Zdraví)                                      | 1,31                                                | bezpečnostní expert; podporující subjekt: PRO Zdraví | Petr Bendl (ODS) | 32,86 |                                                                           |       |  | Adéla Šípová        |                  | Piráti                                              |
| č. 30 – Kladno              | Jiří Dienstbier     | 12               | ČSSD             | Ne               | Michaela Vojtová (ANO)                                                   | 11,65                                               | zastupitelka Středočeského kraje, ekonomka | Petr Bendl (ODS) | 32,86 |                                                                           |       |  | Adéla Šípová        |                  | Piráti                                              |
| č. 30 – Kladno              | Jiří Dienstbier     | 13               | ČSSD             | Ne               | Ondřej Závodský (TOP 09, KDU-ČSL)                                        | 10,52                                               | právník, whistleblower, bývalý náměstek ministra financí ČR | Petr Bendl (ODS) | 32,86 |                                                                           |       |  | Adéla Šípová        |                  | Piráti                                              |
| č. 33 – Děčín               | Zbyněk Linhart      |                  | STAN             | Ano              | 1                                                                        | Zbyněk Linhart (STAN, SLK, ODS, KDU-ČSL, VPM Děčín) | 52,77 | úřadující senátor, 2. místostarosta města Krásná Lípa, předseda České Švýcarsko o. p. s.; podporující subjekty: ODS, KDU-ČSL, VPM Děčín |       | -                                                                         | -     |  | Zbyněk Linhart      |                  | STAN, SLK, ODS, KDU-ČSL, VPM Děčín                  |
| č. 33 – Děčín               | Zbyněk Linhart      | 2                | STAN             | Ano              | Vladimír Navara (VOK)                                                    | 0,96                                                | podnikatel | |       | -                                                                         | -     |  | Zbyněk Linhart      |                  | STAN, SLK, ODS, KDU-ČSL, VPM Děčín                  |
| č. 33 – Děčín               | Zbyněk Linhart      | 3                | STAN             | Ano              | Leoš Moravec (SPD)                                                       | 11,24                                               | zastupitel města Rumburk, ředitel dětského domova | |       | -                                                                         | -     |  | Zbyněk Linhart      |                  | STAN, SLK, ODS, KDU-ČSL, VPM Děčín                  |
| č. 33 – Děčín               | Zbyněk Linhart      | 4                | STAN             | Ano              | Václav Šenkýř (KSČM)                                                     | 3,91                                                | organizační a ekonomický poradce, zastupitel města Děčín | |       | -                                                                         | -     |  | Zbyněk Linhart      |                  | STAN, SLK, ODS, KDU-ČSL, VPM Děčín                  |
| č. 33 – Děčín               | Zbyněk Linhart      | 5                | STAN             | Ano              | Šárka Štruplová Růžičková (S.cz)                                         | 4,40                                                | ředitelka DK Střelnice, zastupitelka města Rumburk | - | -     |                                                                           |       |  | Zbyněk Linhart      |                  | STAN, SLK, ODS, KDU-ČSL, VPM Děčín                  |
| č. 33 – Děčín               | Zbyněk Linhart      | 6                | STAN             | Ano              | Jiří Anděl (ANO)                                                         | 19,14                                               | zastupitel Ústeckého kraje, radní města Děčín, ekonom | - | -     |                                                                           |       |  | Zbyněk Linhart      |                  | STAN, SLK, ODS, KDU-ČSL, VPM Děčín                  |
| č. 33 – Děčín               | Zbyněk Linhart      | 7                | STAN             | Ano              | Zdeněk Říha (Trikolóra)                                                  | 7,55                                                | docent ekonomie na ČVUT | - | -     |                                                                           |       |  | Zbyněk Linhart      |                  | STAN, SLK, ODS, KDU-ČSL, VPM Děčín                  |
| č. 36 – Česká Lípa          | Jiří Vosecký        |                  | SLK              | Ano              | 1                                                                        | Petr Skokan (SPOLEHNUTÍ)                            | 7,23 | stavební technik |       | Jiří Vosecký (SLK, STAN)                                                  | 52,87 |  | Jiří Vosecký        |                  | SLK, STAN                                           |
| č. 36 – Česká Lípa          | Jiří Vosecký        | 2                | SLK              | Ano              | Jan Riedl (nez.)                                                         | 8,68                                                | advokát, zastupitel města Česká Lípa | |       | Jiří Vosecký (SLK, STAN)                                                  | 52,87 |  | Jiří Vosecký        |                  | SLK, STAN                                           |
| č. 36 – Česká Lípa          | Jiří Vosecký        | 3                | SLK              | Ano              | Petr Jeník (Piráti)                                                      | 10,13l                                              | zastupitel města Česká Lípa, jednatel městské firmy pro oblast IT, podnikatel                                                                                       | |       | Jiří Vosecký (SLK, STAN)                                                  | 52,87 |  | Jiří Vosecký        |                  | SLK, STAN                                           |
| č. 36 – Česká Lípa          | Jiří Vosecký        | 4                | SLK              | Ano              | Vít Vomáčka (ODS)                                                        | 15,28                                               | starosta obce Kravaře | |       | Jiří Vosecký (SLK, STAN)                                                  | 52,87 |  | Jiří Vosecký        |                  | SLK, STAN                                           |
| č. 36 – Česká Lípa          | Jiří Vosecký        | 5                | SLK              | Ano              | Miloš Tita (KSČM)                                                        | 6,56                                                | zastupitel Libereckého kraje, bývalý starosta města Ralsko | |       | Jiří Vosecký (SLK, STAN)                                                  | 52,87 |  | Jiří Vosecký        |                  | SLK, STAN                                           |
| č. 36 – Česká Lípa          | Jiří Vosecký        | 6                | SLK              | Ano              | Jiří Štěrba (Trikolóra)                                                  | 3,53                                                | starosta obce Provodín | Vít Vomáčka (ODS) | 47,12 |                                                                           |       |  | Jiří Vosecký        |                  | SLK, STAN                                           |
| č. 36 – Česká Lípa          | Jiří Vosecký        | 7                | SLK              | Ano              | Libor Šmejda (TOP 09, KDU-ČSL, SEN 21)                                   | 6,30                                                | ředitel Základní školy Špičák | Vít Vomáčka (ODS) | 47,12 |                                                                           |       |  | Jiří Vosecký        |                  | SLK, STAN                                           |
| č. 36 – Česká Lípa          | Jiří Vosecký        | 8                | SLK              | Ano              | Jiří Vosecký (SLK, STAN)                                                 | 29,59                                               | úřadující senátor, zastupitel obce Okrouhlá, bývalý sklář | Vít Vomáčka (ODS) | 47,12 |                                                                           |       |  | Jiří Vosecký        |                  | SLK, STAN                                           |
| č. 36 – Česká Lípa          | Jiří Vosecký        | 9                | SLK              | Ano              | Jaroslav Křupala (ČSSD)                                                  | 5,04                                                | starosta obce Vrchovany | Vít Vomáčka (ODS) | 47,12 |                                                                           |       |  | Jiří Vosecký        |                  | SLK, STAN                                           |
| č. 36 – Česká Lípa          | Jiří Vosecký        | 10               | SLK              | Ano              | Libor Křenek (SPD)                                                       | 7,61                                                | živnostník v oblasti nemovitostí a financí | Vít Vomáčka (ODS) | 47,12 |                                                                           |       |  | Jiří Vosecký        |                  | SLK, STAN                                           |
| č. 39 – Trutnov             | Jan Sobotka         |                  | STAN             | Ano              | 1                                                                        | Jan Sobotka (STAN)                                  | 41,71 | úřadující senátor, zastupitel Královéhradeckého kraje, starosta města Vrchlabí                                                          |       | Jan Sobotka (STAN)                                                        | 74,58 |  | Jan Sobotka         |                  | STAN                                                |
| č. 39 – Trutnov             | Jan Sobotka         | 2                | STAN             | Ano              | Michal Slavka (SPD)                                                      | 9,13                                                | nástrojař | |       | Jan Sobotka (STAN)                                                        | 74,58 |  | Jan Sobotka         |                  | STAN                                                |
| č. 39 – Trutnov             | Jan Sobotka         | 3                | STAN             | Ano              | Klára Sovová (ODS)                                                       | 22,88                                               | advokátka a provozovatelka hotelu Luční bouda | Jan Jarolím (ANO) | 25,41 |                                                                           |       |  | Jan Sobotka         |                  | STAN                                                |
| č. 39 – Trutnov             | Jan Sobotka         | 4                | STAN             | Ano              | Jan Jarolím (ANO)                                                        | 26,26                                               | starosta města Dvůr Králové nad Labem, ekonom | Jan Jarolím (ANO) | 25,41 |                                                                           |       |  | Jan Sobotka         |                  | STAN                                                |
| č. 42 – Kolín               | Emilie Třísková     |                  | ČSSD             | Ne               | 1                                                                        | Michal Zapletal (ODS)                               | 14,41 | živnostník a provozovatel kavárny |       | Pavel Kárník (STAN)                                                       | 79,48 |  | Pavel Kárník        |                  | STAN                                                |
| č. 42 – Kolín               | Emilie Třísková     | 2                | ČSSD             | Ne               | Emilie Třísková (nez.)                                                   | 11,83                                               | úřadující senátorka zvolená za ČSSD, zastupitelka Středočeského kraje                                                                                               | |       | Pavel Kárník (STAN)                                                       | 79,48 |  | Pavel Kárník        |                  | STAN                                                |
| č. 42 – Kolín               | Emilie Třísková     | 3                | ČSSD             | Ne               | Martin Škorpík (KSČM)                                                    | 4,88                                                | zastupitel města Kolín, stavební technik | |       | Pavel Kárník (STAN)                                                       | 79,48 |  | Pavel Kárník        |                  | STAN                                                |
| č. 42 – Kolín               | Emilie Třísková     | 4                | ČSSD             | Ne               | Jiří Otta (nez.)                                                         | 2,43                                                | bývalý starosta obce Velký Osek | |       | Pavel Kárník (STAN)                                                       | 79,48 |  | Pavel Kárník        |                  | STAN                                                |
| č. 42 – Kolín               | Emilie Třísková     | 5                | ČSSD             | Ne               | Cyril Koky (Piráti)                                                      | 9,32                                                | referent pro oblast národnostních menšin na Krajském úřadě Středočeského kraje                                                                                      | |       | Pavel Kárník (STAN)                                                       | 79,48 |  | Pavel Kárník        |                  | STAN                                                |
| č. 42 – Kolín               | Emilie Třísková     | 6                | ČSSD             | Ne               | Karel Otava (ČSSD)                                                       | 2,67                                                | starosta města Lysá nad Labem | |       | Pavel Kárník (STAN)                                                       | 79,48 |  | Pavel Kárník        |                  | STAN                                                |
| č. 42 – Kolín               | Emilie Třísková     | 7                | ČSSD             | Ne               | Tomáš Klinecký (TOP 09, Hlas, Zelení)                                    | 10,28                                               | místostarosta města Český Brod, advokát | Igor Karen (ANO) | 20,51 |                                                                           |       |  | Pavel Kárník        |                  | STAN                                                |
| č. 42 – Kolín               | Emilie Třísková     | 8                | ČSSD             | Ne               | Igor Karen (ANO)                                                         | 14,81                                               | praktický lékař | Igor Karen (ANO) | 20,51 |                                                                           |       |  | Pavel Kárník        |                  | STAN                                                |
| č. 42 – Kolín               | Emilie Třísková     | 9                | ČSSD             | Ne               | Ivanka Kohoutová (Trikolóra)                                             | 3,64                                                | ředitelka Střední zdravotnické školy Ruská | Igor Karen (ANO) | 20,51 |                                                                           |       |  | Pavel Kárník        |                  | STAN                                                |
| č. 42 – Kolín               | Emilie Třísková     | 10               | ČSSD             | Ne               | Petr Žantovský (SPD)                                                     | 5,62                                                | publicista a komentátor, člen Rady ČTK | Igor Karen (ANO) | 20,51 |                                                                           |       |  | Pavel Kárník        |                  | STAN                                                |
| č. 42 – Kolín               | Emilie Třísková     | 11               | ČSSD             | Ne               | Pavel Kárník (STAN)                                                      | 20,05                                               | ředitel Městské knihovny Kolín | Igor Karen (ANO) | 20,51 |                                                                           |       |  | Pavel Kárník        |                  | STAN                                                |
| č. 45 – Hradec Králové      | Jaroslav Malý       |                  | ČSSD             | Ne               | 1                                                                        | Pavel Staněk (ODS)                                  | 13,61 | bývalý poslanec PČR a náměstek ministra spravedlnosti, právník                                                                          |       | Jiří Mašek (ANO)                                                          | 29,76 |  | Jan Holásek         |                  | HDK, TOP 09, SEN 21, Zelení, LES, Změna             |
| č. 45 – Hradec Králové      | Jaroslav Malý       | 2                | ČSSD             | Ne               | Petr Brábník (Trikolóra, Svobodní, Soukromníci)                          | 3,32                                                | pořadatel motocyklistických akcí v regionu; podporující subjekty: Svobodní, Soukromníci                                                                             | |       | Jiří Mašek (ANO)                                                          | 29,76 |  | Jan Holásek         |                  | HDK, TOP 09, SEN 21, Zelení, LES, Změna             |
| č. 45 – Hradec Králové      | Jaroslav Malý       | 3                | ČSSD             | Ne               | Jan Holásek (HDK, TOP 09, SEN 21, Zelení, LES, Změna)                    | 16,91                                               | zastupitel města Hradec Králové, advokát a filantrop; podporující subjekt: Změna                                                                                    | |       | Jiří Mašek (ANO)                                                          | 29,76 |  | Jan Holásek         |                  | HDK, TOP 09, SEN 21, Zelení, LES, Změna             |
| č. 45 – Hradec Králové      | Jaroslav Malý       | 4                | ČSSD             | Ne               | Vladimír Dryml (PRO Zdraví)                                              | 1,17                                                | lékař, bývalý senátor PČR, bývalý náměstek ministra zdravotnictví ČR                                                                                                | |       | Jiří Mašek (ANO)                                                          | 29,76 |  | Jan Holásek         |                  | HDK, TOP 09, SEN 21, Zelení, LES, Změna             |
| č. 45 – Hradec Králové      | Jaroslav Malý       | 5                | ČSSD             | Ne               | Jan Čáp (KDU-ČSL)                                                        | 9,26                                                | zastupitel města Hradec Králové, profesor endokrinologie na LF HK UK                                                                                                | |       | Jiří Mašek (ANO)                                                          | 29,76 |  | Jan Holásek         |                  | HDK, TOP 09, SEN 21, Zelení, LES, Změna             |
| č. 45 – Hradec Králové      | Jaroslav Malý       | 6                | ČSSD             | Ne               | Markéta Pakandlová (SPD)                                                 | 4,98                                                | advokátka | |       | Jiří Mašek (ANO)                                                          | 29,76 |  | Jan Holásek         |                  | HDK, TOP 09, SEN 21, Zelení, LES, Změna             |
| č. 45 – Hradec Králové      | Jaroslav Malý       | 7                | ČSSD             | Ne               | Lubomír Štěpán (KSČM)                                                    | 4,53                                                | zastupitel města Hradec Králové, projektant | Jan Holásek (HDK, TOP 09, SEN 21, Zelení, LES, Změna)                                                                                   | 70,23 |                                                                           |       |  | Jan Holásek         |                  | HDK, TOP 09, SEN 21, Zelení, LES, Změna             |
| č. 45 – Hradec Králové      | Jaroslav Malý       | 8                | ČSSD             | Ne               | Pavel Vacek (Piráti, STAN)                                               | 13,70                                               | zastupitel města Hradec Králové, bývalý děkan Pedagogické fakulty UHK; podporující subjekt: STAN                                                                    | Jan Holásek (HDK, TOP 09, SEN 21, Zelení, LES, Změna)                                                                                   | 70,23 |                                                                           |       |  | Jan Holásek         |                  | HDK, TOP 09, SEN 21, Zelení, LES, Změna             |
| č. 45 – Hradec Králové      | Jaroslav Malý       | 9                | ČSSD             | Ne               | Jaroslav Malý (nez.)                                                     | 9,86                                                | úřadující senátor zvolený za ČSSD, profesor vnitřního lékařství na LF HK UK                                                                                         | Jan Holásek (HDK, TOP 09, SEN 21, Zelení, LES, Změna)                                                                                   | 70,23 |                                                                           |       |  | Jan Holásek         |                  | HDK, TOP 09, SEN 21, Zelení, LES, Změna             |
| č. 45 – Hradec Králové      | Jaroslav Malý       | 10               | ČSSD             | Ne               | Jiří Mašek (ANO)                                                         | 9,51                                                | poslanec PČR, zastupitel města Hradec Králové, záchranář | Jan Holásek (HDK, TOP 09, SEN 21, Zelení, LES, Změna)                                                                                   | 70,23 |                                                                           |       |  | Jan Holásek         |                  | HDK, TOP 09, SEN 21, Zelení, LES, Změna             |
| č. 45 – Hradec Králové      | Jaroslav Malý       | 11               | ČSSD             | Ne               | Igor Indrák (nez.)                                                       | 3,09                                                | obchodně - technický pracovník | Jan Holásek (HDK, TOP 09, SEN 21, Zelení, LES, Změna)                                                                                   | 70,23 |                                                                           |       |  | Jan Holásek         |                  | HDK, TOP 09, SEN 21, Zelení, LES, Změna             |
| č. 48 – Rychnov nad Kněžnou | Miroslav Antl       |                  | ČSSD             | Ne               | 1                                                                        | Jiří Matoušek (Trikolóra, Svobodní, Soukromníci)    | 4,19 | politolog, podnikatel v autodopravě; podporující subjekty: Svobodní, Soukromníci                                                        |       | Miroslav Antl (ZA OBČANY)                                                 | 40,34 |  | Jan Grulich         |                  | TOP 09, KDU-ČSL, Piráti, STAN, LES                  |
| č. 48 – Rychnov nad Kněžnou | Miroslav Antl       | 2                | ČSSD             | Ne               | Josef Lukášek (KSČM)                                                     | 6,41                                                | zastupitel Královéhradeckého kraje, zastupitel obce Bystré, spisovatel regionální literatury Orlických hor                                                          | |       | Miroslav Antl (ZA OBČANY)                                                 | 40,34 |  | Jan Grulich         |                  | TOP 09, KDU-ČSL, Piráti, STAN, LES                  |
| č. 48 – Rychnov nad Kněžnou | Miroslav Antl       | 3                | ČSSD             | Ne               | Drahoslav Chudoba (nez.)                                                 | 6,91                                                | jednatel společnosti | |       | Miroslav Antl (ZA OBČANY)                                                 | 40,34 |  | Jan Grulich         |                  | TOP 09, KDU-ČSL, Piráti, STAN, LES                  |
| č. 48 – Rychnov nad Kněžnou | Miroslav Antl       | 4                | ČSSD             | Ne               | František Mencl (ČSSD)                                                   | 6,43                                                | ředitel Hasičského záchranného sboru Královéhradeckého kraje, propagátor soutěží v požárním sportu                                                                  | |       | Miroslav Antl (ZA OBČANY)                                                 | 40,34 |  | Jan Grulich         |                  | TOP 09, KDU-ČSL, Piráti, STAN, LES                  |
| č. 48 – Rychnov nad Kněžnou | Miroslav Antl       | 5                | ČSSD             | Ne               | Jan Grulich (TOP 09, KDU-ČSL, Piráti, STAN, LES)                         | 24,37                                               | zastupitel Královéhradeckého kraje, ředitel ZŠ a MŠ Trivium Plus v Dobřanech; podporující subjekty: KDU-ČSL, Piráti, STAN                                           | Jan Grulich (TOP 09, KDU-ČSL, Piráti, STAN, LES)                                                                                        | 59,65 |                                                                           |       |  | Jan Grulich         |                  | TOP 09, KDU-ČSL, Piráti, STAN, LES                  |
| č. 48 – Rychnov nad Kněžnou | Miroslav Antl       | 6                | ČSSD             | Ne               | Miroslav Antl (ZA OBČANY)                                                | 26,44                                               | úřadující senátor zvolený za ČSSD, zastupitel Královéhradeckého kraje, odborný asistent na PedF UHK                                                                 | Jan Grulich (TOP 09, KDU-ČSL, Piráti, STAN, LES)                                                                                        | 59,65 |                                                                           |       |  | Jan Grulich         |                  | TOP 09, KDU-ČSL, Piráti, STAN, LES                  |
| č. 48 – Rychnov nad Kněžnou | Miroslav Antl       | 7                | ČSSD             | Ne               | Jana Drejslová (ODS)                                                     | 18,96                                               | zastupitelka Královéhradeckého kraje, místostarostka města Rychnov nad Kněžnou, bývalá učitelka na Gymnáziu F. M. Pelcla                                            | Jan Grulich (TOP 09, KDU-ČSL, Piráti, STAN, LES)                                                                                        | 59,65 |                                                                           |       |  | Jan Grulich         |                  | TOP 09, KDU-ČSL, Piráti, STAN, LES                  |
| č. 48 – Rychnov nad Kněžnou | Miroslav Antl       | 8                | ČSSD             | Ne               | Vladimíra Lesenská (SPD)                                                 | 6,26                                                | zastupitelka města Týniště nad Orlicí, bývalý poslankyně PČR, ředitelka kontaktního pracoviště Úřadu práce ČR                                                       | Jan Grulich (TOP 09, KDU-ČSL, Piráti, STAN, LES)                                                                                        | 59,65 |                                                                           |       |  | Jan Grulich         |                  | TOP 09, KDU-ČSL, Piráti, STAN, LES                  |
| č. 51 – Žďár nad Sázavou    | František Bradáč    |                  | KDU-ČSL          | Ne               | 1                                                                        | Bohumil Kasal (SPD)                                 | 4,78 | profesor architektury na ČVUT v Praze                                                                                                   |       | Josef Klement (TOP 09, KDU-ČSL, ODS)                                      | 59,81 |  | Josef Klement       |                  | TOP 09, KDU-ČSL, ODS                                |
| č. 51 – Žďár nad Sázavou    | František Bradáč    | 2                | KDU-ČSL          | Ne               | Libor Černý (ANO)                                                        | 14,60                                               | zastupitel města Nové Město na Moravě, poradce ministra obrany pro ASC Dukla                                                                                        | |       | Josef Klement (TOP 09, KDU-ČSL, ODS)                                      | 59,81 |  | Josef Klement       |                  | TOP 09, KDU-ČSL, ODS                                |
| č. 51 – Žďár nad Sázavou    | František Bradáč    | 3                | KDU-ČSL          | Ne               | Zdeněk Střítecký (KSČM)                                                  | 4,37                                                | právník | |       | Josef Klement (TOP 09, KDU-ČSL, ODS)                                      | 59,81 |  | Josef Klement       |                  | TOP 09, KDU-ČSL, ODS                                |
| č. 51 – Žďár nad Sázavou    | František Bradáč    | 4                | KDU-ČSL          | Ne               | Michal Šmarda (ČSSD, Zelení, Budoucnost)                                 | 25,28                                               | starosta města Nové Město na Moravě, místopředseda ČSSD, mediální a politický poradce                                                                               | Michal Šmarda (ČSSD, Zelení, Budoucnost)                                                                                                | 40,18 |                                                                           |       |  | Josef Klement       |                  | TOP 09, KDU-ČSL, ODS                                |
| č. 51 – Žďár nad Sázavou    | František Bradáč    | 5                | KDU-ČSL          | Ne               | Ivana Horká (NeKa)                                                       | 19,93                                               | novinářka | Michal Šmarda (ČSSD, Zelení, Budoucnost)                                                                                                | 40,18 |                                                                           |       |  | Josef Klement       |                  | TOP 09, KDU-ČSL, ODS                                |
| č. 51 – Žďár nad Sázavou    | František Bradáč    | 6                | KDU-ČSL          | Ne               | Josef Klement (TOP 09, KDU-ČSL, ODS)                                     | 31,01                                               | místostarosta města Žďár nad Sázavou, manažer v automobilovém průmyslu; podporující subjekty: TOP 09, ODS                                                           | Michal Šmarda (ČSSD, Zelení, Budoucnost)                                                                                                | 40,18 |                                                                           |       |  | Josef Klement       |                  | TOP 09, KDU-ČSL, ODS                                |
| č. 54 – Znojmo              | Pavel Štohl         |                  | ČSSD             | Ne               | 1                                                                        | Bohumila Beranová (nez.)                            | 5,88 | OSVČ, bývala radní Jihomoravského kraje                                                                                                 |       | Tomáš Třetina (                                                           | 54,57 |  | Tomáš Třetina       |                  | TOP 09, ODS, Piráti, KDU-ČSL, STAN, Svobodní, Hlas  |
| č. 54 – Znojmo              | Pavel Štohl         | 2                | ČSSD             | Ne               | Martin Pavlík (ANO)                                                      | 20,18                                               | ředitel Nemocnice Znojmo, bývalý ředitel Fakultní nemocnice u sv. Anny v Brně                                                                                       | |       | Tomáš Třetina (                                                           | 54,57 |  | Tomáš Třetina       |                  | TOP 09, ODS, Piráti, KDU-ČSL, STAN, Svobodní, Hlas  |
| č. 54 – Znojmo              | Pavel Štohl         | 3                | ČSSD             | Ne               | Jan Grois (ČSSD za SOM)                                                  | 25,75                                               | zastupitel Jihomoravského kraje, starosta města Znojmo, podnikatel v oblasti gastronomie a služeb                                                                   | |       | Tomáš Třetina (                                                           | 54,57 |  | Tomáš Třetina       |                  | TOP 09, ODS, Piráti, KDU-ČSL, STAN, Svobodní, Hlas  |
| č. 54 – Znojmo              | Pavel Štohl         | 4                | ČSSD             | Ne               | Tomáš Třetina (TOP 09, ODS, Piráti, KDU-ČSL, STAN, Svobodní, Hlas)       | 30,37                                               | starosta města Moravský Krumlov, učitel na I. stupni a bývalý ředitel základní školy; podporující subjekty: Piráti, KDU-ČSL, Svobodní, Hlas                         | |       | Tomáš Třetina (                                                           | 54,57 |  | Tomáš Třetina       |                  | TOP 09, ODS, Piráti, KDU-ČSL, STAN, Svobodní, Hlas  |
| č. 54 – Znojmo              | Pavel Štohl         | 5                | ČSSD             | Ne               | Růžena Šalomonová (SPD)                                                  | 7,37                                                | zastupitelka města Znojmo, zakladatelka Rady seniorů města Znojma                                                                                                   | Jan Grois (ČSSD za SOM) | 45,42 |                                                                           |       |  | Tomáš Třetina       |                  | TOP 09, ODS, Piráti, KDU-ČSL, STAN, Svobodní, Hlas  |
| č. 54 – Znojmo              | Pavel Štohl         | 6                | ČSSD             | Ne               | Vladimír Železný (Trikolóra)                                             | 2,87                                                | bývalý senátor a europoslanec za hnutí NEZ, zakladatel a bývalý ředitel soukromé televize TV Nova                                                                   | Jan Grois (ČSSD za SOM) | 45,42 |                                                                           |       |  | Tomáš Třetina       |                  | TOP 09, ODS, Piráti, KDU-ČSL, STAN, Svobodní, Hlas  |
| č. 54 – Znojmo              | Pavel Štohl         | 7                | ČSSD             | Ne               | Pavel Kováčik (KSČM)                                                     | 7,55                                                | poslanec PČR, předseda poslaneckého klubu KSČM a stínový ministr zemědělství                                                                                        | Jan Grois (ČSSD za SOM) | 45,42 |                                                                           |       |  | Tomáš Třetina       |                  | TOP 09, ODS, Piráti, KDU-ČSL, STAN, Svobodní, Hlas  |
| č. 57 – Vyškov              | Ivo Bárek           |                  | ČSSD             | Ne               | 1                                                                        | Ivo Bárek (ČSSD)                                    | 22,17 | úřadující senátor, zastupitel města Vyškov, bývalý místopředseda Senátu                                                                 |       | Jaroslav Klaška (KDU-ČSL, TOP 09, ODS)                                    | 49,91 |  | Karel Zitterbart    |                  | STAN, Piráti                                        |
| č. 57 – Vyškov              | Ivo Bárek           | 2                | ČSSD             | Ne               | Jaroslav Klaška (KDU-ČSL, TOP 09, ODS)                                   | 27,67                                               | bývalý poslanec PČR a starosta města Šlapanice, architekt | |       | Jaroslav Klaška (KDU-ČSL, TOP 09, ODS)                                    | 49,91 |  | Karel Zitterbart    |                  | STAN, Piráti                                        |
| č. 57 – Vyškov              | Ivo Bárek           | 3                | ČSSD             | Ne               | Libor Bláha (SPD)                                                        | 8,30                                                | zastupitel Jihomoravského kraje, VŠ pedagog, jednatel společnosti                                                                                                   | |       | Jaroslav Klaška (KDU-ČSL, TOP 09, ODS)                                    | 49,91 |  | Karel Zitterbart    |                  | STAN, Piráti                                        |
| č. 57 – Vyškov              | Ivo Bárek           | 4                | ČSSD             | Ne               | Lubomír Wenzl (ANO)                                                      | 14,68                                               | zastupitel obce Drnovice, ředitel Nemocnice Kyjov | Karel Zitterbart (STAN, Piráti) | 50,08 |                                                                           |       |  | Karel Zitterbart    |                  | STAN, Piráti                                        |
| č. 57 – Vyškov              | Ivo Bárek           | 5                | ČSSD             | Ne               | Karel Zitterbart (STAN, Piráti)                                          | 27,15                                               | praktický dětský lékař, odborný asistent na Klinice dětské onkologie LF MU a FN Brno; podporující subjekt: Piráti                                                   | Karel Zitterbart (STAN, Piráti) | 50,08 |                                                                           |       |  | Karel Zitterbart    |                  | STAN, Piráti                                        |
| č. 60 – Brno-město          | Zdeněk Papoušek     |                  | KDU-ČSL          | Ne               | 1                                                                        | Anna Šabatová (Zelení, SEN 21, Idealisté)           | 17,94 | bývalá veřejná ochránkyně práv a předsedkyně Českého helsinského výboru                                                                 |       | Roman Kraus (ODS, TOP 09, Svobodní)                                       | 57,71 |  | Roman Kraus         |                  | ODS, TOP 09, Svobodní                               |
| č. 60 – Brno-město          | Zdeněk Papoušek     | 2                | KDU-ČSL          | Ne               | Bohuslav Chalupa (PRO Zdraví)                                            | 0,95                                                | bývalý poslanec PČR, zastupitel městské části Brno-Komín | |       | Roman Kraus (ODS, TOP 09, Svobodní)                                       | 57,71 |  | Roman Kraus         |                  | ODS, TOP 09, Svobodní                               |
| č. 60 – Brno-město          | Zdeněk Papoušek     | 3                | KDU-ČSL          | Ne               | Oldřich Duchoň (NáS)                                                     | 0,47                                                | jednatel firmy | |       | Roman Kraus (ODS, TOP 09, Svobodní)                                       | 57,71 |  | Roman Kraus         |                  | ODS, TOP 09, Svobodní                               |
| č. 60 – Brno-město          | Zdeněk Papoušek     | 4                | KDU-ČSL          | Ne               | Tomáš Anderle (SPD)                                                      | 6,29                                                | zastupitel městské části Brno-Židenice, ředitel Střední školy Gemini                                                                                                | |       | Roman Kraus (ODS, TOP 09, Svobodní)                                       | 57,71 |  | Roman Kraus         |                  | ODS, TOP 09, Svobodní                               |
| č. 60 – Brno-město          | Zdeněk Papoušek     | 5                | KDU-ČSL          | Ne               | Pavel Trčala (MZH)                                                       | 3,14                                                | bývalý místopředseda MZH, horolozec a skialpinista, ekonomický konzultant                                                                                           | |       | Roman Kraus (ODS, TOP 09, Svobodní)                                       | 57,71 |  | Roman Kraus         |                  | ODS, TOP 09, Svobodní                               |
| č. 60 – Brno-město          | Zdeněk Papoušek     | 6                | KDU-ČSL          | Ne               | Jiří Kadeřávek (Piráti, STAN)                                            | 14,70                                               | programátor, analytik a aktivista, zakladatel České pirátské strany; podporující subjekt: STAN                                                                      | |       | Roman Kraus (ODS, TOP 09, Svobodní)                                       | 57,71 |  | Roman Kraus         |                  | ODS, TOP 09, Svobodní                               |
| č. 60 – Brno-město          | Zdeněk Papoušek     | 7                | KDU-ČSL          | Ne               | Karel Rais (ANO)                                                         | 15,93                                               | poslanec PČR, bývalý rektor VUT v Brně a bývalý děkan Fakulty podnikatelské VUT                                                                                     | Anna Šabatová (Zelení, SEN 21, Idealisté)                                                                                               | 42,28 |                                                                           |       |  | Roman Kraus         |                  | ODS, TOP 09, Svobodní                               |
| č. 60 – Brno-město          | Zdeněk Papoušek     | 8                | KDU-ČSL          | Ne               | Lukáš Berta (MHS)                                                        | 2,07                                                | blogger a IT specialista, bývalý učitel na Fakultě výtvarných umění VUT                                                                                             | Anna Šabatová (Zelení, SEN 21, Idealisté)                                                                                               | 42,28 |                                                                           |       |  | Roman Kraus         |                  | ODS, TOP 09, Svobodní                               |
| č. 60 – Brno-město          | Zdeněk Papoušek     | 9                | KDU-ČSL          | Ne               | Tomáš Tomáš (KDU-ČSL)                                                    | 13,38                                               | zastupitel městské části Brno-sever, přednosta I. ortopedické kliniky FNUSA v Brně                                                                                  | Anna Šabatová (Zelení, SEN 21, Idealisté)                                                                                               | 42,28 |                                                                           |       |  | Roman Kraus         |                  | ODS, TOP 09, Svobodní                               |
| č. 60 – Brno-město          | Zdeněk Papoušek     | 10               | KDU-ČSL          | Ne               | Richard Novák (Trikolóra)                                                | 3,23                                                | advokát | Anna Šabatová (Zelení, SEN 21, Idealisté)                                                                                               | 42,28 |                                                                           |       |  | Roman Kraus         |                  | ODS, TOP 09, Svobodní                               |
| č. 60 – Brno-město          | Zdeněk Papoušek     | 11               | KDU-ČSL          | Ne               | Roman Kraus (ODS, TOP 09, Svobodní)                                      | 21,84                                               | bývalý ředitel Fakultní nemocnice Brno a FNUSA v Brně, anesteziolog; podporující subjekt: Svobodní                                                                  | Anna Šabatová (Zelení, SEN 21, Idealisté)                                                                                               | 42,28 |                                                                           |       |  | Roman Kraus         |                  | ODS, TOP 09, Svobodní                               |
| č. 63 – Přerov              | Jitka Seitlová      |                  | KDU-ČSL, Zelení  | Ano              | 1                                                                        | Dan Chromec (SPD)                                   | 7,74 | technický pracovník zdravotnického zařízení                                                                                             |       | Jitka Seitlová (KDU-ČSL, TOP 09, STAN, Zelení)                            | 55,90 |  | Jitka Seitlová      |                  | KDU-ČSL, TOP 09, STAN, Zelení                       |
| č. 63 – Přerov              | Jitka Seitlová      | 2                | KDU-ČSL, Zelení  | Ano              | Jaroslav Pollák (NáS)                                                    | 0,19                                                | místopředseda strany Národ Sobě | |       | Jitka Seitlová (KDU-ČSL, TOP 09, STAN, Zelení)                            | 55,90 |  | Jitka Seitlová      |                  | KDU-ČSL, TOP 09, STAN, Zelení                       |
| č. 63 – Přerov              | Jitka Seitlová      | 3                | KDU-ČSL, Zelení  | Ano              | Petr Vrána (ANO)                                                         | 20,65                                               | poslanec PČR, radní Olomouckého kraje, radní města Přerov, obchodní manažer ve firmě Precheza                                                                       | |       | Jitka Seitlová (KDU-ČSL, TOP 09, STAN, Zelení)                            | 55,90 |  | Jitka Seitlová      |                  | KDU-ČSL, TOP 09, STAN, Zelení                       |
| č. 63 – Přerov              | Jitka Seitlová      | 4                | KDU-ČSL, Zelení  | Ano              | Tomáš Kocourek (ODS)                                                     | 12,75                                               | zastupitel města Přerov, ortoped a lékař zdravotnické záchranné služby                                                                                              | |       | Jitka Seitlová (KDU-ČSL, TOP 09, STAN, Zelení)                            | 55,90 |  | Jitka Seitlová      |                  | KDU-ČSL, TOP 09, STAN, Zelení                       |
| č. 63 – Přerov              | Jitka Seitlová      | 5                | KDU-ČSL, Zelení  | Ano              | Jiří Lajtoch (ČSSD)                                                      | 3,20                                                | bývalý senátor za Přerovsko a bývalý primátor města Přerov | |       | Jitka Seitlová (KDU-ČSL, TOP 09, STAN, Zelení)                            | 55,90 |  | Jitka Seitlová      |                  | KDU-ČSL, TOP 09, STAN, Zelení                       |
| č. 63 – Přerov              | Jitka Seitlová      | 6                | KDU-ČSL, Zelení  | Ano              | Miroslav Raindl (KSČM)                                                   | 5,17                                                | zastupitel města Hranice, vedoucí střediska výchovné péče, dětský psycholog                                                                                         | |       | Jitka Seitlová (KDU-ČSL, TOP 09, STAN, Zelení)                            | 55,90 |  | Jitka Seitlová      |                  | KDU-ČSL, TOP 09, STAN, Zelení                       |
| č. 63 – Přerov              | Jitka Seitlová      | 7                | KDU-ČSL, Zelení  | Ano              | Antonín Prachař (nez.)                                                   | 7,09                                                | zastupitel města Přerov, bývalý ministr dopravy a funkcionář v Česmad Bohemia                                                                                       | Petr Vrána (ANO) | 44,09 |                                                                           |       |  | Jitka Seitlová      |                  | KDU-ČSL, TOP 09, STAN, Zelení                       |
| č. 63 – Přerov              | Jitka Seitlová      | 8                | KDU-ČSL, Zelení  | Ano              | Jitka Seitlová (KDU-ČSL, TOP 09, STAN, Zelení)                           | 26,81                                               | úřadující senátorka, zastupitelka Olomouckého kraje, geoložka a specialistka na ochranu životního prostředí; podporující subjekty: TOP 09, STAN, Zelení             | Petr Vrána (ANO) | 44,09 |                                                                           |       |  | Jitka Seitlová      |                  | KDU-ČSL, TOP 09, STAN, Zelení                       |
| č. 63 – Přerov              | Jitka Seitlová      | 9                | KDU-ČSL, Zelení  | Ano              | Jiří Kubala (NEZ)                                                        | 1,78                                                | generálmajor v záloze | Petr Vrána (ANO) | 44,09 |                                                                           |       |  | Jitka Seitlová      |                  | KDU-ČSL, TOP 09, STAN, Zelení                       |
| č. 63 – Přerov              | Jitka Seitlová      | 10               | KDU-ČSL, Zelení  | Ano              | Jiří Kudláček (ODA A Trikolóra)                                          | 5,76                                                | starosta města Hranice | Petr Vrána (ANO) | 44,09 |                                                                           |       |  | Jitka Seitlová      |                  | KDU-ČSL, TOP 09, STAN, Zelení                       |
| č. 63 – Přerov              | Jitka Seitlová      | 11               | KDU-ČSL, Zelení  | Ano              | Pavel Ondrůj (Piráti)                                                    | 8,80                                                | zastupitel města Přerov, manažer kultury v Městském domě v Přerově a pořadatel kulturních akcí na Přerovsku                                                         | Petr Vrána (ANO) | 44,09 |                                                                           |       |  | Jitka Seitlová      |                  | KDU-ČSL, TOP 09, STAN, Zelení                       |
| č. 66 – Olomouc             | Alena Šromová       |                  | KDU-ČSL          | Ne               | 1                                                                        | Stanislav Kaláb (SPD)                               | 5,74 | zastupitel Olomouckého kraje, předseda Olomouckého fotbalového svazu                                                                    |       | Marek Ošťádal (STAN)                                                      | 68,76 |  | Marek Ošťádal       |                  | STAN                                                |
| č. 66 – Olomouc             | Alena Šromová       | 2                | KDU-ČSL          | Ne               | Radek Vincour (ODS)                                                      | 17,89                                               | starosta města Uničov, pedagog, bývalý muzikant a zpěvák kapely Fofrovanka                                                                                          | |       | Marek Ošťádal (STAN)                                                      | 68,76 |  | Marek Ošťádal       |                  | STAN                                                |
| č. 66 – Olomouc             | Alena Šromová       | 3                | KDU-ČSL          | Ne               | Marek Ošťádal (STAN)                                                     | 26,60                                               | starosta obce Náklo, člen hudební skupiny Stracené Ráj a autor fiktivní postavy Pepin z Hané                                                                        | |       | Marek Ošťádal (STAN)                                                      | 68,76 |  | Marek Ošťádal       |                  | STAN                                                |
| č. 66 – Olomouc             | Alena Šromová       | 4                | KDU-ČSL          | Ne               | František John (KDU-ČSL)                                                 | 18,48                                               | starosta města Zábřeh, ekolog a environmentalista | |       | Marek Ošťádal (STAN)                                                      | 68,76 |  | Marek Ošťádal       |                  | STAN                                                |
| č. 66 – Olomouc             | Alena Šromová       | 5                | KDU-ČSL          | Ne               | Antonín Baudyš mladší (CESTA)                                            | 1,93                                                | místopředseda hnutí CESTA, astrolog | Jan Zahradníček (ANO) | 31,23 |                                                                           |       |  | Marek Ošťádal       |                  | STAN                                                |
| č. 66 – Olomouc             | Alena Šromová       | 6                | KDU-ČSL          | Ne               | Jan Zahradníček (ANO)                                                    | 22,44                                               | náměstek hejtmana Olomouckého kraje, starosta obce Medlov, interní auditor na krajském úřadě                                                                        | Jan Zahradníček (ANO) | 31,23 |                                                                           |       |  | Marek Ošťádal       |                  | STAN                                                |
| č. 66 – Olomouc             | Alena Šromová       | 7                | KDU-ČSL          | Ne               | Jaroslav Vomáčka (ČSSD)                                                  | 6,89                                                | děkan Fakulty zdravotnických věd Univerzity Palackého v Olomouci | Jan Zahradníček (ANO) | 31,23 |                                                                           |       |  | Marek Ošťádal       |                  | STAN                                                |
| č. 69 – Frýdek-Místek       | Jiří Carbol         |                  | KDU-ČSL          | Ne               | 1                                                                        | Pavel Olšovský (VOK)                                | 4,26 | učitel |       | Jiří Carbol (KDU-ČSL, ODS)                                                | 45,96 |  | Helena Pešatová     |                  | STAN                                                |
| č. 69 – Frýdek-Místek       | Jiří Carbol         | 2                | KDU-ČSL          | Ne               | Jaroslav Matýs (Trikolóra)                                               | 3,67                                                | specializovaný dětský psychiatr, předseda Asociace dětské a dorostové psychiatrie ČR                                                                                | |       | Jiří Carbol (KDU-ČSL, ODS)                                                | 45,96 |  | Helena Pešatová     |                  | STAN                                                |
| č. 69 – Frýdek-Místek       | Jiří Carbol         | 3                | KDU-ČSL          | Ne               | Pavol Lukša (DV 2016)                                                    | 7,19                                                | starosta obce Čeladná, bývalý poslanec PČR za TOP 09 | |       | Jiří Carbol (KDU-ČSL, ODS)                                                | 45,96 |  | Helena Pešatová     |                  | STAN                                                |
| č. 69 – Frýdek-Místek       | Jiří Carbol         | 4                | KDU-ČSL          | Ne               | Helena Pešatová (STAN)                                                   | 20,71                                               | starostka města Frýdlant nad Ostravicí, učitelka matematiky a chemie na frýdlantském gymnáziu                                                                       | |       | Jiří Carbol (KDU-ČSL, ODS)                                                | 45,96 |  | Helena Pešatová     |                  | STAN                                                |
| č. 69 – Frýdek-Místek       | Jiří Carbol         | 5                | KDU-ČSL          | Ne               | Karel Deutscher (ČSSD)                                                   | 6,64                                                | náměstek primátora města Frýdek-Místek, předseda představenstva sdružení Region Beskydy                                                                             | |       | Jiří Carbol (KDU-ČSL, ODS)                                                | 45,96 |  | Helena Pešatová     |                  | STAN                                                |
| č. 69 – Frýdek-Místek       | Jiří Carbol         | 6                | KDU-ČSL          | Ne               | Radim Mamula (ANO)                                                       | 13,08                                               | předseda MFK Frýdek-Místek, vedoucí provozu společnosti AVE CZ odpadové hospodářství                                                                                | Helena Pešatová (STAN) | 54,03 |                                                                           |       |  | Helena Pešatová     |                  | STAN                                                |
| č. 69 – Frýdek-Místek       | Jiří Carbol         | 7                | KDU-ČSL          | Ne               | Daniel Pawlas (KSČM)                                                     | 4,04                                                | poslanec PČR, bývalý primátor města Havířov, jednatel soukromé společnosti                                                                                          | Helena Pešatová (STAN) | 54,03 |                                                                           |       |  | Helena Pešatová     |                  | STAN                                                |
| č. 69 – Frýdek-Místek       | Jiří Carbol         | 8                | KDU-ČSL          | Ne               | Radim Bača (ANK 2020, ODA, SNK ED, Hlas, TOP 09)                         | 13,21                                               | starosta obce Palkovice, soukromý zemědělec a bývalý zootechnik | Helena Pešatová (STAN) | 54,03 |                                                                           |       |  | Helena Pešatová     |                  | STAN                                                |
| č. 69 – Frýdek-Místek       | Jiří Carbol         | 9                | KDU-ČSL          | Ne               | Jiří Carbol (KDU-ČSL, ODS)                                               | 21,69                                               | úřadující senátor, zastupitel Moravskoslezského kraje, starosta obce Dobrá; podporující subjekt: ODS                                                                | Helena Pešatová (STAN) | 54,03 |                                                                           |       |  | Helena Pešatová     |                  | STAN                                                |
| č. 69 – Frýdek-Místek       | Jiří Carbol         | 10               | KDU-ČSL          | Ne               | Radomil Bodzsar (SPD, ZpL)                                               | 5,47                                                | starosta obce Mošnov; podporující subjekt: ZpL | Helena Pešatová (STAN) | 54,03 |                                                                           |       |  | Helena Pešatová     |                  | STAN                                                |
| č. 72 – Ostrava-město       | Peter Koliba        |                  | ANO              | Ne               | 1                                                                        | Pynelopi Cimprichová (JEDNOTNÍ)                     | 1,82 | podnikatelka |       | Zdeněk Jiříček (ANO)                                                      | 32,10 |  | Ondřej Šimetka      |                  | ODS, Svobodní                                       |
| č. 72 – Ostrava-město       | Peter Koliba        | 2                | ANO              | Ne               | Rostislav Gromnica (STAN)                                                | 3,06                                                | zastupitel městského obvodu Hrabová, lékař, VŠ učitel, předseda Klubu přátel Hrabové                                                                                | |       | Zdeněk Jiříček (ANO)                                                      | 32,10 |  | Ondřej Šimetka      |                  | ODS, Svobodní                                       |
| č. 72 – Ostrava-město       | Peter Koliba        | 3                | ANO              | Ne               | Andrea Wlochová (Trikolóra)                                              | 4,23                                                | vedoucí katedry jazyků na VŠB–TUO | |       | Zdeněk Jiříček (ANO)                                                      | 32,10 |  | Ondřej Šimetka      |                  | ODS, Svobodní                                       |
| č. 72 – Ostrava-město       | Peter Koliba        | 4                | ANO              | Ne               | Ondřej Šimetka (ODS, Svobodní)                                           | 21,68                                               | přednosta Gynekologicko-porodnické kliniky FN Ostrava; podporující subjekt: Svobodní                                                                                | |       | Zdeněk Jiříček (ANO)                                                      | 32,10 |  | Ondřej Šimetka      |                  | ODS, Svobodní                                       |
| č. 72 – Ostrava-město       | Peter Koliba        | 5                | ANO              | Ne               | Radim Smetana (ČSSD)                                                     | 8,26                                                | starosta městského obvodu Ostrava-Svinov, středoškolský učitel | |       | Zdeněk Jiříček (ANO)                                                      | 32,10 |  | Ondřej Šimetka      |                  | ODS, Svobodní                                       |
| č. 72 – Ostrava-město       | Peter Koliba        | 6                | ANO              | Ne               | Jan Síla (SPD                                                            | 5,93                                                | neurochirurg v SZZ Krnov | |       | Zdeněk Jiříček (ANO)                                                      | 32,10 |  | Ondřej Šimetka      |                  | ODS, Svobodní                                       |
| č. 72 – Ostrava-město       | Peter Koliba        | 7                | ANO              | Ne               | Zdeněk Jiříček (ANO)                                                     | 21,87                                               | ředitel Psychiatrické nemocnice v Opavě | |       | Zdeněk Jiříček (ANO)                                                      | 32,10 |  | Ondřej Šimetka      |                  | ODS, Svobodní                                       |
| č. 72 – Ostrava-město       | Peter Koliba        | 8                | ANO              | Ne               | Petr Gajdáček (KSČM)                                                     | 4,09                                                | zastupitel městského obvodu Ostrava-Poruba, technik a předseda bytového družstva                                                                                    | Ondřej Šimetka (ODS, Svobodní) | 67,89 |                                                                           |       |  | Ondřej Šimetka      |                  | ODS, Svobodní                                       |
| č. 72 – Ostrava-město       | Peter Koliba        | 9                | ANO              | Ne               | Liana Janáčková (NEZ)                                                    | 12,26                                               | bývalá senátorka PČR, bývalá starostka městského obvodu Mariánské Hory a Hulváky                                                                                    | Ondřej Šimetka (ODS, Svobodní) | 67,89 |                                                                           |       |  | Ondřej Šimetka      |                  | ODS, Svobodní                                       |
| č. 72 – Ostrava-město       | Peter Koliba        | 11               | ANO              | Ne               | Jiří Sapeta (NáS)                                                        | 0,53                                                | OSVČ | Ondřej Šimetka (ODS, Svobodní) | 67,89 |                                                                           |       |  | Ondřej Šimetka      |                  | ODS, Svobodní                                       |
| č. 72 – Ostrava-město       | Peter Koliba        | 12               | ANO              | Ne               | Miroslava Škaldová (VOK)                                                 | 0,83                                                | ředitelka základní a mateřské školy | Ondřej Šimetka (ODS, Svobodní) | 67,89 |                                                                           |       |  | Ondřej Šimetka      |                  | ODS, Svobodní                                       |
| č. 72 – Ostrava-město       | Peter Koliba        | 13               | ANO              | Ne               | Peter Koliba (ANK 2020)                                                  | 2,67                                                | úřadující senátor zvolený za ANO, bývalý přednosta Gynekologicko-porodnické kliniky FN Ostrava                                                                      | Ondřej Šimetka (ODS, Svobodní) | 67,89 |                                                                           |       |  | Ondřej Šimetka      |                  | ODS, Svobodní                                       |
| č. 72 – Ostrava-město       | Peter Koliba        | 14               | ANO              | Ne               | Martin Tomášek (Piráti, Zelení, SEN 21)                                  | 12,69                                               | místostarosta městského obvodu Ostrava-Poruba, literární historik a učitel na Filozofické fakultě OU; podporující subjekty: Zelení, SEN 21                          | Ondřej Šimetka (ODS, Svobodní) | 67,89 |                                                                           |       |  | Ondřej Šimetka      |                  | ODS, Svobodní                                       |
| č. 75 – Karviná             | Radek Sušil         |                  | ČSSD             | Ne               | 1                                                                        | Radim Kravčík (Piráti)                              | 10,94 | pedagog a regionální historik, bývalý kastelán hradu Fryštát                                                                            |       | Ondřej Feber (ANO)                                                        | 50,62 |  | Ondřej Feber        |                  | ANO                                                 |
| č. 75 – Karviná             | Radek Sušil         | 2                | ČSSD             | Ne               | Zdena Černínová (KSČM)                                                   | 8,67                                                | majitelka první soukromé pohřební služby v Karviné | |       | Ondřej Feber (ANO)                                                        | 50,62 |  | Ondřej Feber        |                  | ANO                                                 |
| č. 75 – Karviná             | Radek Sušil         | 3                | ČSSD             | Ne               | Lubomír Kuznik (VOK)                                                     | 2,93                                                | dlouholetý starosta a primátor | |       | Ondřej Feber (ANO)                                                        | 50,62 |  | Ondřej Feber        |                  | ANO                                                 |
| č. 75 – Karviná             | Radek Sušil         | 4                | ČSSD             | Ne               | Naděžda Franková (SPD)                                                   | 7,35                                                | dětská neuroložka | |       | Ondřej Feber (ANO)                                                        | 50,62 |  | Ondřej Feber        |                  | ANO                                                 |
| č. 75 – Karviná             | Radek Sušil         | 5                | ČSSD             | Ne               | Daniel Placzek (Trikolóra)                                               | 3,66                                                | chirurg a primář LDN v rámci Nemocnice s poliklinikou Karviná-Ráj                                                                                                   | |       | Ondřej Feber (ANO)                                                        | 50,62 |  | Ondřej Feber        |                  | ANO                                                 |
| č. 75 – Karviná             | Radek Sušil         | 6                | ČSSD             | Ne               | Radoslav Štědroň (SSPD-SP za JEDNOTNÍ)                                   | 0,33                                                | geograf – praktický filosof | |       | Ondřej Feber (ANO)                                                        | 50,62 |  | Ondřej Feber        |                  | ANO                                                 |
| č. 75 – Karviná             | Radek Sušil         | 7                | ČSSD             | Ne               | Ondřej Feber (ANO)                                                       | 26,12                                               | starosta obce Stonava, bývalý senátor za Karvinsko, důlní technik                                                                                                   | |       | Ondřej Feber (ANO)                                                        | 50,62 |  | Ondřej Feber        |                  | ANO                                                 |
| č. 75 – Karviná             | Radek Sušil         | 8                | ČSSD             | Ne               | Karel Světnička (MS Piráti)                                              | 1,05                                                | předseda MS Piráti, právník a publicista | Radek Sušil (ČSSD) | 49,37 |                                                                           |       |  | Ondřej Feber        |                  | ANO                                                 |
| č. 75 – Karviná             | Radek Sušil         | 9                | ČSSD             | Ne               | Eliška Lazarová (ANK 2020)                                               | 1,53                                                | gynekoložka | Radek Sušil (ČSSD) | 49,37 |                                                                           |       |  | Ondřej Feber        |                  | ANO                                                 |
| č. 75 – Karviná             | Radek Sušil         | 10               | ČSSD             | Ne               | Radek Sušil (ČSSD)                                                       | 14,88                                               | úřadující senátor, gastroenterolog v Nemocnici s poliklinikou Karviná-Ráj                                                                                           | Radek Sušil (ČSSD) | 49,37 |                                                                           |       |  | Ondřej Feber        |                  | ANO                                                 |
| č. 75 – Karviná             | Radek Sušil         | 11               | ČSSD             | Ne               | Miroslav Chlubna (NEZ)                                                   | 9,75                                                | starosta města Orlová | Radek Sušil (ČSSD) | 49,37 |                                                                           |       |  | Ondřej Feber        |                  | ANO                                                 |
| č. 75 – Karviná             | Radek Sušil         | 12               | ČSSD             | Ne               | Marian Lebiedzik (DV 2016)                                               | 7,51                                                | starosta obce Petrovice u Karviné, proděkan OPF SU v Karviné, docent ekonomie                                                                                       | Radek Sušil (ČSSD) | 49,37 |                                                                           |       |  | Ondřej Feber        |                  | ANO                                                 |
| č. 75 – Karviná             | Radek Sušil         | 13               | ČSSD             | Ne               | Radomír Prus (nez.)                                                      | 5,22                                                | průmyslník, vizionář, filantrop | Radek Sušil (ČSSD) | 49,37 |                                                                           |       |  | Ondřej Feber        |                  | ANO                                                 |
| č. 78 – Zlín                | Tomáš Goláň         |                  | SEN 21           | Ano              | 1                                                                        | Petr Michálek (STAN)                                | 14,90 | zastupitel města Zlín, ředitel Městského divadla Zlín, člen garanční rady Národního divadla                                             |       | Tomáš Goláň (SEN 21, TOP 09, ODS, Piráti)                                 | 58,94 |  | Tomáš Goláň         |                  | SEN 21, TOP 09, ODS, Piráti                         |
| č. 78 – Zlín                | Tomáš Goláň         | 2                | SEN 21           | Ano              | Pavel Stodůlka (NEZ)                                                     | 23,90                                               | oční lékař, zakladatel a majitel kliniky GEMINI | |       | Tomáš Goláň (SEN 21, TOP 09, ODS, Piráti)                                 | 58,94 |  | Tomáš Goláň         |                  | SEN 21, TOP 09, ODS, Piráti                         |
| č. 78 – Zlín                | Tomáš Goláň         | 3                | SEN 21           | Ano              | Jan Šťovíček (MZH)                                                       | 3,54                                                | prezident Autoklubu České republiky, právník a bývalý funkcionář ČOV                                                                                                | |       | Tomáš Goláň (SEN 21, TOP 09, ODS, Piráti)                                 | 58,94 |  | Tomáš Goláň         |                  | SEN 21, TOP 09, ODS, Piráti                         |
| č. 78 – Zlín                | Tomáš Goláň         | 4                | SEN 21           | Ano              | Tomáš Goláň (SEN 21, TOP 09, ODS, Piráti)                                | 32,53                                               | úřadující senátor, ekonom a daňový poradce | |       | Tomáš Goláň (SEN 21, TOP 09, ODS, Piráti)                                 | 58,94 |  | Tomáš Goláň         |                  | SEN 21, TOP 09, ODS, Piráti                         |
| č. 78 – Zlín                | Tomáš Goláň         | 5                | SEN 21           | Ano              | Radek Henner (SPD)                                                       | 7,90                                                | válečný veterán a plukovník v záloze, účastník mírové mise SFOR v Bosně a Hercegovině                                                                               | Pavel Stodůlka (NEZ) | 41,05 |                                                                           |       |  | Tomáš Goláň         |                  | SEN 21, TOP 09, ODS, Piráti                         |
| č. 78 – Zlín                | Tomáš Goláň         | 6                | SEN 21           | Ano              | Jan Doleček (KSČM)                                                       | 4,55                                                | vydavatel publikací a časopisů o technice, bývalý voják z povolání                                                                                                  | Pavel Stodůlka (NEZ) | 41,05 |                                                                           |       |  | Tomáš Goláň         |                  | SEN 21, TOP 09, ODS, Piráti                         |
| č. 78 – Zlín                | Tomáš Goláň         | 7                | SEN 21           | Ano              | Michaela Blahová (KDU-ČSL)                                               | 12,64                                               | radní Zlínského kraje, zastupitelka města Zlín, pastorační asistentka                                                                                               | Pavel Stodůlka (NEZ) | 41,05 |                                                                           |       |  | Tomáš Goláň         |                  | SEN 21, TOP 09, ODS, Piráti                         |
| č. 81 – Uherské Hradiště    | Ivo Valenta         |                  | Soukromníci      | Ne               | 1                                                                        | Antonín Seďa (ČSSD)                                 | 9,45 | bývalý poslanec PČR a radní města Uherské Hradiště, letecký konstruktér a technik                                                       |       | Ivo Valenta (Soukromníci)                                                 | 39,21 |  | Josef Bazala        |                  | KDU-ČSL, TOP 09, STAN                               |
| č. 81 – Uherské Hradiště    | Ivo Valenta         | 2                | Soukromníci      | Ne               | Josef Bazala (KDU-ČSL, TOP 09, STAN)                                     | 30,94                                               | zastupitel Zlínského kraje, starosta města Staré Město, folklorista; podporující subjekty: TOP 09, STAN                                                             | |       | Ivo Valenta (Soukromníci)                                                 | 39,21 |  | Josef Bazala        |                  | KDU-ČSL, TOP 09, STAN                               |
| č. 81 – Uherské Hradiště    | Ivo Valenta         | 3                | Soukromníci      | Ne               | Petr Sládek (ODS, Piráti)                                                | 23,21                                               | ředitel Uherskohradišťské nemocnice, otorhinolaryngolog; podporující subjekt: Piráti                                                                                | |       | Ivo Valenta (Soukromníci)                                                 | 39,21 |  | Josef Bazala        |                  | KDU-ČSL, TOP 09, STAN                               |
| č. 81 – Uherské Hradiště    | Ivo Valenta         | 4                | Soukromníci      | Ne               | Jarmila Blažková (SPD)                                                   | 5,15                                                | zastupitelka města Bystřice pod Hostýnem, živnostnice | Josef Bazala (KDU-ČSL, TOP 09, STAN) | 60,78 |                                                                           |       |  | Josef Bazala        |                  | KDU-ČSL, TOP 09, STAN                               |
| č. 81 – Uherské Hradiště    | Ivo Valenta         | 5                | Soukromníci      | Ne               | Ivo Valenta (Soukromníci)                                                | 31,23                                               | úřadující senátor, zastupitel Zlínského kraje, majitel společnosti SYNOT a spoluvlastník Parlamentních listů                                                        | Josef Bazala (KDU-ČSL, TOP 09, STAN) | 60,78 |                                                                           |       |  | Josef Bazala        |                  | KDU-ČSL, TOP 09, STAN                               |